# Cmentarz wojenny w Bobach
Cmentarz wojenny w Bobach – cmentarz z I wojny światowej znajdujący się opodal wsi Boby-Wieś w województwie lubelskim, w powiecie kraśnickim, w gminie Urzędów.
Cmentarz ma kształt prostokąta o wymiarach około 65 na 38 m. Położony jest na południe od wsi, na skraju lasu. W pierwotnym założeniu składał się ze 149 mogił zbiorowych i pojedynczych. Otoczony wałem i rowem, obecnie pozbawiony krzyży.
Na cmentarzu jest pochowanych jest:
- ok. 350 żołnierzy austro-węgierskich i rosyjskich poległych w większości w 1914 r. i częściowo w 1915 r.
- 246 żołnierzy niemieckich poległych 7, 10, 16-18 i 20 lipca 1915 w rejonie wsi Moniaki (przeniesionych z innego cmentarza jeszcze w 1915 r.) służących w:
  - 217 rezerwowym pułku piechoty
  - 218 rezerwowym pułku piechoty